# 海克·莱奇
海克·莱奇（德語：Heike Lätzsch，1973年12月19日—），德国女子曲棍球运动员。她曾代表德国参加1992年、1996年、2000年和2004年夏季奥林匹克运动会曲棍球比赛，获得一枚金牌和一枚银牌。